# マルコス・ギジェルモ・サムソ
マルコス・ギジェルモ・サムソ（Marcos Guillermo Samso, 1973年4月24日 - ）はアルゼンチン出身の元サッカー選手、現サッカー指導者。

## 来歴
フェロカリル・オエステで選手としてデビューし、その後アルヘンティノス・ジュニアーズやチャカリタ・ジュニアーズなどアルゼンチン国内のクラブでプレー。2003年をもって現役を引退した。
現役引退後、2004年より指導者としてのキャリアをスタートさせた。カデテス・デ・サン・マルティン監督やガイマンFCユース監督を歴任し、2009年から2016年まではラシン・デ・トレレウで監督を務めた。
2016年11月28日、フェロカリル・オエステでユース時代からチームメイトであったフアン・エスナイデルの監督就任に伴う形で、Jリーグ・ジェフユナイテッド市原・千葉のコーチに就任することが発表された。
2019年3月、フアン・エスナイデルの解任に併せて解任された。

## 所属クラブ
選手時代
- 1988年-1996年  フェロカリル・オエステ
- 1997年  アルヘンティノス・ジュニアーズ
- 1998年-2000年  チャカリタ・ジュニアーズ
- 2001年  ブラウン・デ・アレシーフェス
- 2002年-2003年  ブラウン・デ・プエルトマドリン

指導者時代
- 2004年  カデテス・デ・サン・マルティン（監督）
- 2007年-2008年  ガイマンFCユース（監督）
- 2009年-2016年  ラシン・デ・トレレウ（スペイン語版）（監督）
- 2017年-2019年3月  ジェフユナイテッド市原・千葉（コーチ）